# Teatro Luna Blou
Teatro Luna Blou, Sentro di Arte I Formashon, afgekort Teatro Luna Blou of Luna Blou, is het grootste theater van Curaçao, gelegen in de volkswijk Otrobanda, Willemstad. Het theater werd in 2003 opgericht en organiseert naast theater ook filmavonden, muziekconcerten, presentaties, cabaret shows en andere kunstuitingen.

## Geschiedenis
De stichting Luna Blou werd in 1997 opgericht met als missie om educatieve kunstprojecten en culturele uitingen in de Nederlandse Antillen te promoten. Gouden Kalf winnaar Norman de Palm was onderdeel van de stichting en opende in 2003 zijn eigen theater, waarna Teatro Luna Blou was geboren.
Teatro Luna Blou vierde in 2013 het tienjarig bestaan, waarbij er een liber amicorum verscheen. Hetzelfde jaar nam De Palm afscheid als directeur en werd hij opgevolgd door Segni Bernardina.

## La Tentashon
In 2008 richtte het theater La Tentashon Performing Arts Academy op, een naschoolse opvang voor de jeugd waar ze les krijgen in theater, dans, muziek en andere kunst.
Bekende (oud)studenten
- Anton de Bies, hoofdrolspeler in de korte film Dos Santos (Gouden Kalf competitie)[6]

## Directeuren
- Norman de Palm (2003-2013)[3]
- Segni Bernardina (2013-heden)[3]